# Drempt

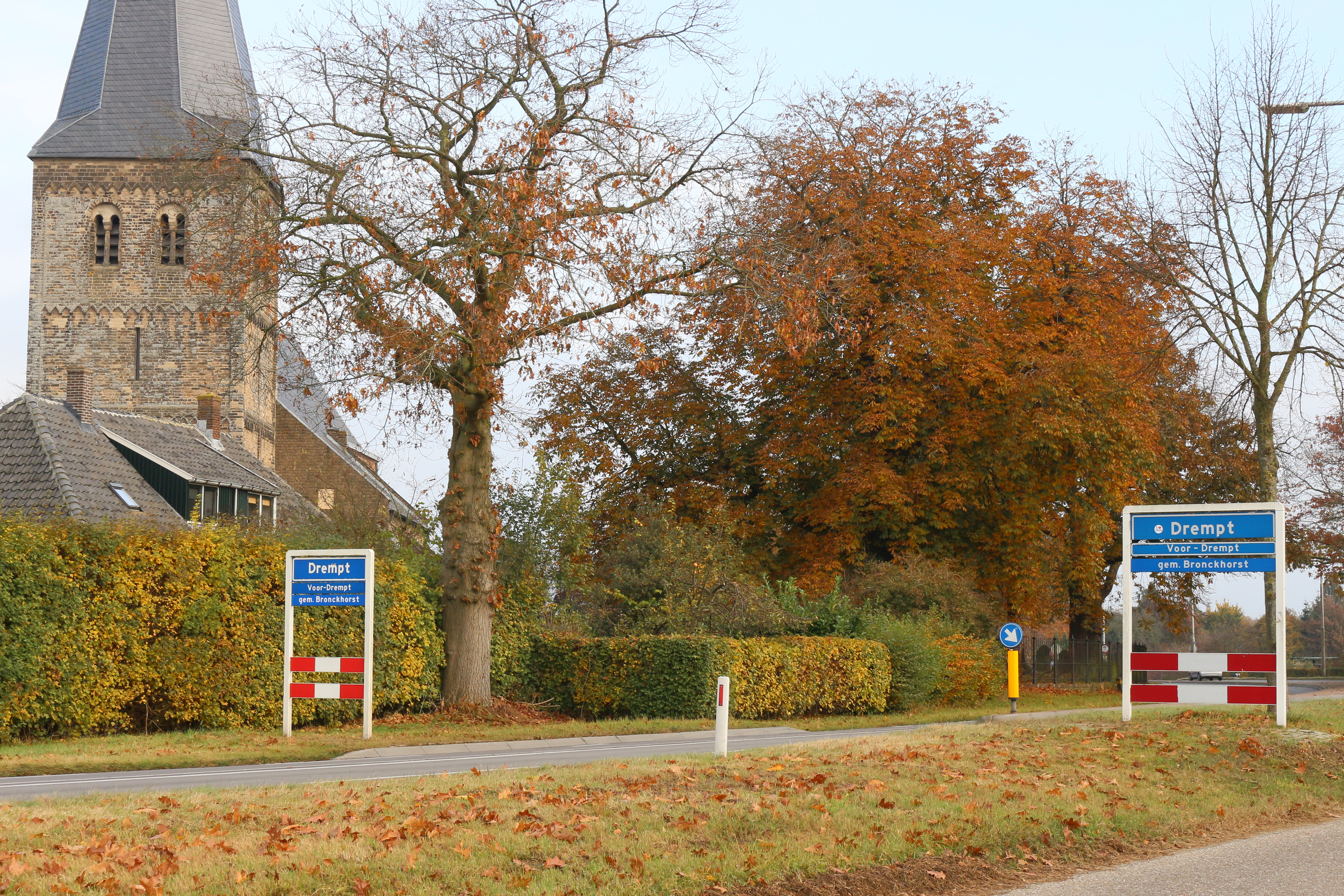
Komborden Rijksweg Drempt, vanuit richting Doesburg (2016)

Drempt is een plaats in de Gelderse gemeente Bronckhorst, bestaande uit de dorpskernen Voor-Drempt en Achter-Drempt.
De beide kernen liggen in een agrarisch gebied in de Achterhoek. Voor-Drempt telt ongeveer 1030 inwoners en Achter-Drempt telt ongeveer 320 inwoners. Inclusief de buitengebieden telt Drempt ruim 1.630 inwoners. Tot 2004 behoorde Drempt tot de gemeente Hummelo en Keppel.

## Voor-Drempt
Voor-Drempt moet al vroeg bewoond zijn geweest. In het voorjaar van 2011 werd tijdens de aanleg van een gasleiding een Germaanse nederzetting uit de 2e en 3e eeuw na Christus gevonden. Bijzonder was daarbij de vondst van een bronzen fibula voorzien van een swastikamotief en een onbeschadigd aardewerken potje, dat naar Romeins voorbeeld werd nagemaakt. 
Het tegenwoordige Voor-Drempt is ontstaan rond de hervormde Sint-Joriskerk, die teruggaat op een kapel uit de 8ste eeuw. Het langs de Rijksweg gelegen dorp heeft sinds 2014 een Kulturhus, waarin een basisschool en het dorpshuis zijn ondergebracht.

## Achter-Drempt
Achter-Drempt ontstond als lint van boerderijen en arbeiderswoningen langs de Zomerweg. De rooms-katholieke Sint Willibrorduskerk vormt vanwege zijn massa een markant element tussen de relatief kleinschalige bebouwing. Het is een relatief jong dorp, dat vanwege de bescherming van het omliggende landschap niet verder zal groeien.
Bij Achter-Drempt gaat de terrasrug geleidelijk over in het bouwland van het essenlandschap. De gronden rondom de bebouwde kom zijn vooral in gebruik als bouwland.
Het grootste deel van de bevolking werkt in een van de naburige steden en in de agrarische sector. De plaatselijke voetbalvereniging Drempt Vooruit (na de fusie met H&K uit het naburige Hoog-Keppel in 2003 HC'03 genoemd) is ooit uitgekomen in de 1e klasse van de zondagamateurs van de KNVB. De vereniging heeft het sportcomplex 't Doornslag als thuisbasis. Verder zijn er nog enkele kleine middenstanders.
De katholieke basisschool St. Willibrordus is sinds 2014 verdwenen na een fusie met de openbare basisschool De Gildeschool in Voor-Drempt. Samen heten ze nu basisschool De Klimtoren, die in Voor-Drempt staat.
In Achter-Drempt wordt jaarlijks het Drempts volksfeest (kermis) gehouden op de derde maandag van september en de (zaterdagavond en) zondag ervoor.

## Openbare voorzieningen
Drempt heeft een aantal openbare voorzieningen, zoals basisschool De Klimtoren en het Dorpshuis in Voor-Drempt. In Achter-Drempt staat Het Hessenhuus, dat o.a. dient als voetbalkantine voor sportclub HC'03.

## Geboren in Drempt
- Klaas-Jan Huntelaar (1983), voetballer

## Externe link

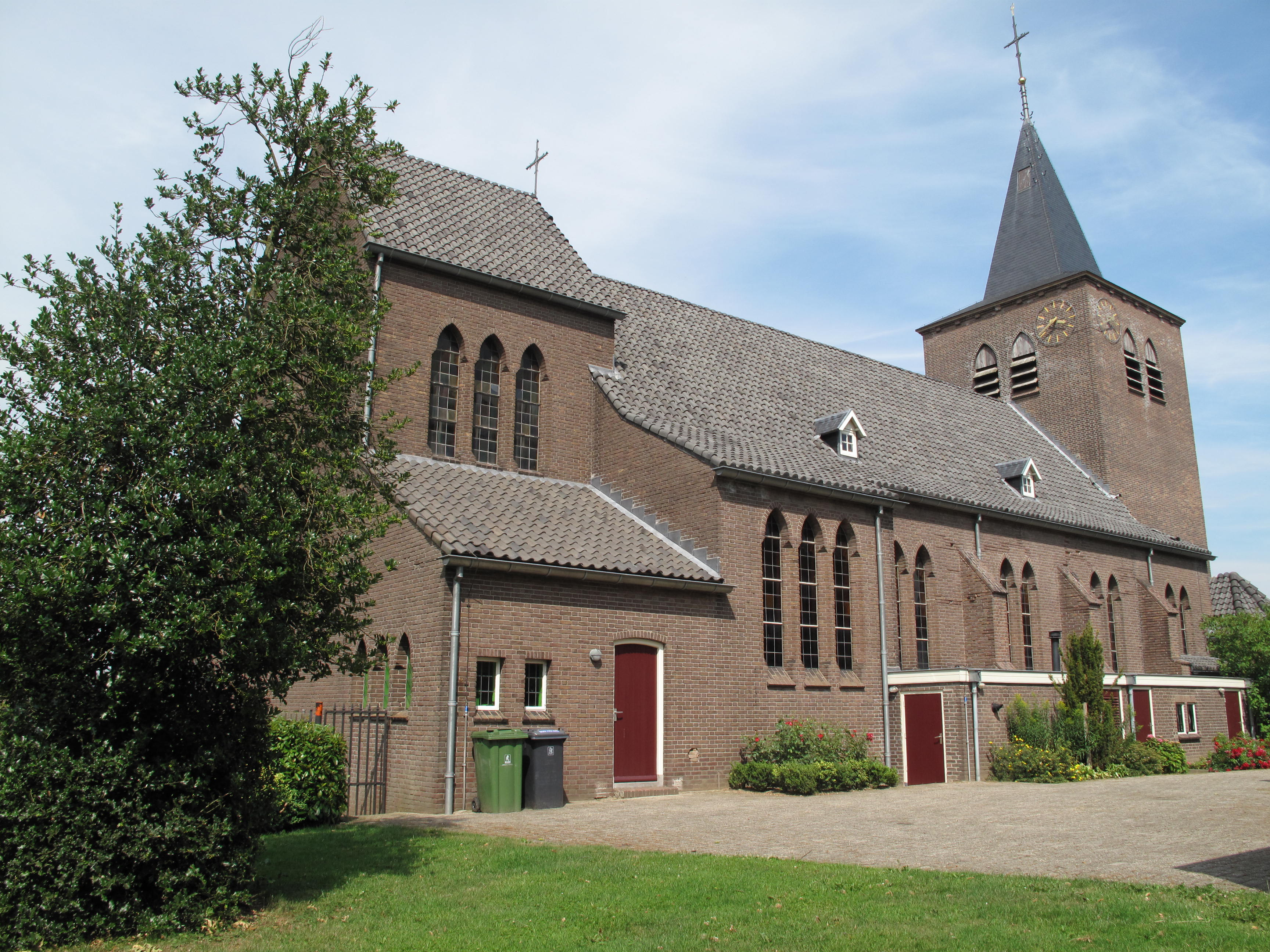
Achter-Drempt, kerk